# بالي تسعة
بالي تسعة (بالإنجليزية: Bali Nine)‏ هي مجموعة من تسعة أستراليين أدينوا لمحاولتهم تهريب 8.3 كيلوجرام من الهيروين من إندونيسيا في شهر أبريل 2005. قُدرت قيمة الهيروين بحوالي 4 ملايين دولار أسترالي وكانت متجهة إلى أستراليا. تم الحكم على الزعماء أندرو تشان وميوران سوكوماران بالإعدام وتم إعدامهما في 29 أبريل 2015م. حُكم على ستة أعضاء آخرين وهم: سي يي تشين ومايكل تشوجاج وتان دوك ثانه نغوين وماثيو نورمان وسكوت راش ومارتن ستيفنز بالسجن مدى الحياة، وريناي لورانس بالسجن لمدة 20 عامًا. أفادت السلطات الإندونيسية في 5 يونيو 2018 أن تان دوك ثانه نغوين توفي متأثراً بسرطان المعدة.

## الخلفية والاعتقال
لم تكن الشرطة الأسترالية واضحة حول كيفية ربط المجموعتين في سيدني وبريسبان، لكنها حددت تحركات أعضاء المجموعة قبل مغادرتهم إلى إندونيسيا. تم توظيف العديد من أعضاء بالي التسعة في شركة يورست الأسترالية وهي شركة متعددة الجنسيات لتقديم الطعام تضم أكثر من 9000 موظف. نورمان ولورنس ومارتن وستيفن وتشان المشرف مع الشركة عملوا جميعهم في شركة يورست، التي قدمت خدمات الضيافة إلى ملعب سيدني للكريكيت، حيث تم استخدام المجموعة. زعم راش وكزوجاج أنه تم تجنيدهما من قبل تان دوك ثانه نجوين، المدعى عليهما المشارك والممول المزعوم لخطة التهريب أثناء الاختلاط الاجتماعي في حانة كاريوكي في بريسبان.
سُمع دليل على أن راش التقى نغوين قبل ستة أشهر أثناء الصيد. ثم سافر إلى سيدني مع نغوين لحضور حفلة عيد ميلاد 21 حيث تم تعريفه بسوكوماران الذي أطلق على نفسه اسم «مارك». زُعم أن نجوين عرض عليهم رحلات مجانية إلى بالي. بعد عدة أيام عاد راش وصديقه تشوجاج إلى سيدني حيث تم اتخاذ الترتيبات اللازمة لهما للسفر إلى إندونيسيا. خلصت الشرطة الفيدرالية الأسترالية إلى أن سوكوماران وتشان ولورنس ونورمان كانوا جزءًا من نقابة أكبر استوردت بنجاح كمية تجارية من الهيروين إلى أستراليا من إندونيسيا في 23 أكتوبر 2004. تم اعتقال أعضاء آخرين في النقابة في 14 غارة للشرطة الفيدرالية الأسترالية. في سيدني وبريسبان في نفس اليوم في أوائل مايو 2005.

### اعتقالات إندونيسيا
وصل لورانس وستيفنز إلى إندونيسيا في 6 أبريل 2005، تلاه راش وكزوجاج أصدقاء المدرسة القدامى من بريسبان، الذين وصلوا بعد يومين. تم تقديم المجموعة في فندق كان يقيم فيه تشان وسوكوماران، بعد وصولهما إلى بالي في وقت سابق.
سلمت تشان وسوكوماران بطاقات إتصال للبقاء على اتصال. لاحظت الشرطة أثناء إقامتهم أن المجموعة ستقضي وقتًا كبيرًا في غرفهم بالفندق، على الرغم من أن راش وزغاج أمضيا معظم وقتهما في بالي وذهبا للتسوق والأكل والشرب ولعب الرياضات المائية. اجتمعت المجموعة مرة أخرى في 16 أبريل لما زعمت الشرطة أنه إحاطة نهائية، قبل الاجتماع للمرة الأخيرة في المطار قبل اعتقالهم في 17 أبريل. بعد تلقي معلومات من الشرطة الأسترالية عن المجموعة بما في ذلك الأسماء وأرقام جواز السفر والمعلومات المتعلقة بصلاتهم بتجارة المخدرات غير القانونية المحتملة، وضعت الشرطة الإندونيسية المجموعة تحت المراقبة المستمرة لمدة أسبوع قبل إلقاء القبض عليهم.
تم القبض على المجموعة في 17 أبريل. كان بحوزتهم أكثر من 8.3 كيلوغرامات من الهيروين في أكياس بلاستيكية. في نفس الليلة تم إنزال تشان من طائرة تابعة لشركة الخطوط الجوية الأسترالية على وشك مغادرة مطار نجوراه راي إلى أستراليا. كان لدى تشان العديد من الهواتف المحمولة في حوزته، لكنها لم تكن تحمل أي مخدرات عند القبض عليها. كان يعتقد أنه الشخص المسؤول عن جمع الهيروين من السعاة عند وصولهم إلى أستراليا.
تعتقد الشرطة الإندونيسية أن امرأة تايلاندية تبلغ من العمر 22 عامًا وهي شيري ليكيت باناكورن، زودت تشن بالهيروين. يُعتقد أن ليكيت غادر بالي في 18 أبريل 2005، أي بعد يوم من اعتقال الأستراليين التسعة، واحتُجز لفترة قصيرة على الحدود التايلاندية الماليزية حتى وصلت الشرطة الإندونيسية. تم إطلاق سراحها عندما تم تحديد أوراقها لكي لا يتم تسليمها إلى إندونيسيا.
رئيس فريق المراقبة الأولى نيومان غاترا شهد في وقت لاحق في المحكمة خلال محاكمات المتهم بأن الشرطة كانت في البداية غير مدركة أن سوكوماران كانت جزءًا من المجموعة، لأن المعلومات الأصلية التي تم الحصول عليها من الشرطة الأسترالية لم تذكره بالاسم. افترضت الشرطة الإندونيسية أن سوكوماران هو حارس تشان الشخصي حيث شوهد لمرافقة تشان في بالي.

## رد فعل بعد التنفيذ
أدانت منظمة العفو الدولية بشدة عمليات إعدام تشان وسوكوماران مع ستة مدانين آخرين لهم علاقة بالمخدرات في 29 أبريل 2015، ووصفتهم بأنهم «يستحقون الشجب». قالت ديانا سيد محامية حقوق الإنسان وحملة الأزمات «عقوبة الإعدام تشكل دائمًا انتهاكًا لحقوق الإنسان ولكن هناك عددًا من العوامل التي تجعل إعدام اليوم أكثر إثارة للقلق». تم استدعاء السفير الأسترالي في إندونيسيا بعد إعدام تشان وسوكوماران. صرح رئيس الوزراء الأسترالي توني أبوت أن عمليات الإعدام كانت «قاسية وغير ضرورية»، مدعيا أنه تم «إعادة تأهيل الرجلين بالكامل» خلال احتجازهما في السجن. وافق زعيم المعارضة بيل شورتين على ذلك قائلا إنه «يشعر بالاشمئزاز» من الإعدام.